# Guanacaste (provincija u Kostarici)
Guanacaste je provincija (province) na krajnjem sjeverozapadu, uz pacifičku obalu, Kostarike, koje na sjeveru graniči s Nikaragvom, na istoku s pokrajinom Alajuela, a na jugu s pokrajinom Puntarenas. Ima površinu od 10,141 km² i s populacijom od 264.238 stanovnika (2000.), ona je najmanje naseljena pokrajina Kostarike.
Glavni grad pokrajine je Liberia, a ostali važniji gradovi su Cañas i Nicoya.
Pokrajina je dobila ime po istoimenom drvetu, Enterolobium cyclocarpum, koje je i nacionalno drvo Kostarike.
Gotovo jednu desetinu pokrajine pokrivaju Zaštićena područja Guanacastea koja su od 1999. godine upisana na UNESCO-ov popis mjesta svjetske baštine u Amerikama.

## Administrativna podjela
Kantoni (11):
Abangares, distrikti (4):
Colorado
Juntas
San Juan
Sierra
Bagaces, distrikti (4):
Bagaces
Fortuna
Mogote
Río Naranjo
Cañas, distrikti (5):
Bebedero
Cañas
Palmira
Porozal
San Miguel
Carrillo, distrikti (4):
Belén
Filadelfia
Palmira
Sardinal
Hojancha, distrikti (4):
Hojancha
Huacas
Monte Romo
Puerto Carrillo
La Cruz, distrikti (4):
Garita
La Cruz
Santa Cecilia
Santa Elena
Liberia, distrikti (5):
Cañas Dulces
Curubandé
Liberia
Mayorga
Nacascolo
Nandayure, distrikti (6):
Bejuco
Carmona
Porvenir
San Pablo
Santa Rita
Zapotal
Nicoya, distrikti (7):
Belén de Nosarita
Mansión
Nicoya
Nosara
Quebrada Honda
Sámara
San Antonio
Santa Cruz, distrikti (9):
Bolsón
Cabo Velas
Cartagena
Cuajiniquil
Diriá
Santa Cruz
Tamarindo
Tempate
Veintisiete de Abril
Tilarán, distrikti (7):
Arenal
Líbano
Quebrada Grande
Santa Rosa
Tierras Morenas
Tilarán
Tronadora

## Vanjske poveznice
- Informational source for the province of Guanacaste  Arhivirana inačica izvorne stranice od 3. siječnja 2012. (Wayback Machine)